# Aleksandra Langiewicz
Aleksandra Langiewicz (ur. 11 sierpnia 1994) – polska judoczka.

## Kariera
Zawodniczka klubów: KJ Koka Jastrzębie Zdrój (2008-2013), KS AZS-AWF Wrocław (od 2013). Brązowa medalistka mistrzostw Polski seniorek 2015 w kategorii do 63 kg. Ponadto m.in. mistrzyni Polski juniorek 2014.